# Чорний Ліс (лісовий заказник, Дунаєвецький район)
Чо́рний Ліс — лісовий заказник місцевого значення в Україні. Об'єкт природно-заповідного фонду Хмельницької області. 
Розташований у межах Дунаєвецького району Хмельницької області, між селами Антонівка і Голозубинці. 
Площа 193 га. Статус присвоєно згідно з рішенням облвиконкому від 26.10.1990 року № 194. Перебуває у віданні ДП «Кам'янець-Подільський лісгосп» (Дунаєвецьке л-во, кв. 16-18). 
Статус присвоєно для збереження частини лісового масиву з насадженнями дуба і граба, у домішку — береза, сосна, ясен, ялина. На окремих ділянках зростають вільха чорна, тополя, верба, липа серцелиста, акація біла, гледичія та фруктові дерва. 
Серед весняних ефемероїдів у трав'яному покриві домінує анемона дібровна, також поширені анемона жовтецева, рівноплідник рутвицелистий, рясти ущільнений і порожнистий, зубниці залозиста і бульбиста, зірочки жовті та малі. 